# Gillet på Solhaug (opera)

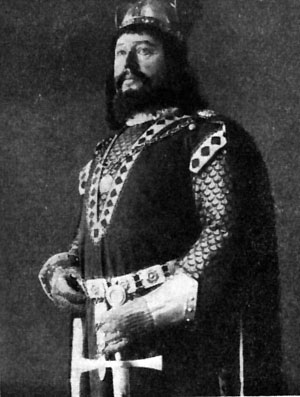
Carl August Söderman som Bengt Gautesön.

Gillet på Solhaug är en svensk opera (musikdrama) i tre akter, opus 3, med musik av Wilhelm Stenhammar libretto efter Henrik Ibsens drama.

## Historia
Operan är ett ungdomsverk av Stenhammar, som skrevs 1892-1893, när han var tjugotvå. Librettot följer helt Ibsens text och musiken är nationalromantisk och i folkviseton. 
Verket uruppfördes först den 12 april 1899 i Stuttgart under titeln Das Fest auf Solhaug. Den svenska premiären ägde rum på Stockholmsoperan den 31 oktober 1902.

## Personer
- Bengt Gautesön, herre till Solhaug (bas)
- Margit, hans hustru (mezzosopran)
- Signe, hennes syster
- Gudmund Alsön, deras frände (tenor)
- Knut Gæsling, kungens fogde (tenor)
- Erik från Hægge, hans vän (bas)
- Kungens sändebud (bas)

## Handling
Operan utspelas på Solhaug på 1300-talet. Handlingen följer helt Ibsens original.

## Diskografi
Sterling Records CDO 1108-10-2, 2016
Inspelat i Norrköping, 2015
Medverkande:
- Gudmund Alfsøn - Per-Håkan Precht (tenor)
- Signe - Karolina Andersson (soprano)
- Margit - Matilda Paulsson (mezzo-soprano)
- Bengt Gautesøn - Fredrik Zetterström (baritone)
- Erik fra Hægge - Erik Lundh (baritone)
- Knut Gæssling - Mathias Zachariassen (tenor)
- Sändebudet/ The Messinger - Anton Ljungqvist (bass-baritone)
- Huskarl / House-Carl - Erik Lundh (baritone)
- Symphony Orchestra of Norrköping and Choruses - Henrik Schaefer
- Musikaliska Sällskapets Kammarkör - Henrik Bergion
- Akademiska kören Linköping - Marie-Louise Beckman
- Norrköpings Vokalensemble